# Восход-2
Восход-2 — радянський пілотований космічний корабель. Перший у світі корабель, з якого здійснено вихід у відкритий космос.

## Екіпаж
- Павло Бєляєв — командир корабля
- Олексій Леонов — пілот

Дублери екіпажу:
- Дмитро Заїкін — командир корабля
- Євген Хрунов — пілот

## Підготовка польоту
Після першого успішного польоту багатомісного космічного корабля «Восход-1» була поставлена наступна мета — здійснення виходу космонавта у відкритий космічний простір. Місія була важливою віхою радянської місячної програми.
Корабель «Восход-2» був модифікований у порівнянні з кораблем «Восход-1». У кораблі «Восход-1» знаходиться екіпаж з трьох космонавтів. Кабіна корабля була настільки тісною, що космонавти здійснили цей політ без скафандрів. У кораблі «Восход-2» було два місця для космонавтів, і на кораблі була встановлена надувна шлюзова камера «Волга». Під час старту шлюзова камера була в складеному стані, в такому стані вона мала розміри: діаметр — 70 см, довжина — 77 см. Вага шлюзової камери становила 250 кг. У космосі шлюзова камера надувалася. Її розміри в надутому стані становили: зовнішній діаметр — 1,2 метра, внутрішній діаметр — 1,0 метра, довжина — 2,5 метра. Перед сходом корабля з орбіти і приземленням шлюзова камера відстрілювалася від корабля.
У липні 1964 року був призначений екіпаж для виконання польоту на кораблі «Восход-2». Основний екіпаж: Павло Бєляєв — командир і Олексій Леонов — пілот, дублюючий екіпаж: Віктор Горбатко та Євген Хрунов. Пізніше до підготовки до польоту був залучений і Олександр Заїкін.
Для виходу у відкритий космос, в НВО «Зірка» був створений спеціальний скафандр «Беркут». Тренування виходу у відкритий космос проводилися в літаку Ту-104, в салоні якого був встановлений макет корабля «Восход-2» в натуральну величину. Тренування проходили під час короткого стану невагомості, який виникав під час польоту по параболічній траєкторії.
9 лютого 1965 було остаточно вирішено, що в космос вирушать Бєляєв і Леонов, дублерами будуть Заїкін і Хрунов. Горбатко вважався запасним.
Перед стартом скафандри наділи тільки Бєляєв, Леонов і Хрунов. Тобто, фактично, перед самим стартом дублером був тільки Євген Хрунов, який був підготовлений до виконання функції як командира, так і пілота, і, у разі необхідності, зміг би замінити або Бєляєва, або Леонова.

## Політ
«Восход-2» стартував 18 березня 1965 рівно о 10 годині за московським часом (07:00 за Гринвічем) з космодрому Байконур.
Відразу після виходу на орбіту, вже на першому витку, була надута шлюзова камера. Перед виходом обидва космонавти були в скафандрах. Бєляєв був готовий, у разі непередбачених обставин, допомогти Леонову повернутися в корабель. Вихід у відкритий космос почався на другому витку. Бєляєв з пульта управління відкрив люк шлюзової камери. Леонов у скафандрі перебрався до шлюзової камери. Бєляєв закрив за ним люк і почав розгерметизацію камери. У цей час корабель перебував над Єгиптом (поза зоною радіозв'язку з наземними пунктами стеження на території СРСР). Об 11 годин 32 хвилини 54 секунд Бєляєв відкрив зовнішній люк шлюзової камери, Олексій Леонов залишився в космічному вакуумі. Об 11 годин 34 хвилини 51 секунд Леонов виплив у безповітряний простір. П'ять разів він віддалявся від корабля і повертався до нього. Леонов був з'єднаний з кораблем фалом, довжина якого становила 5,35 метра. Леонов пропливав над Чорним морем, над Кавказьким хребтом, над Волгою, над Іртишем, над Єнісеєм. Тиск у скафандрі космонавта підтримувався постійним і дорівнював 0,4 атм., що забезпечувало нормальну життєдіяльність організму, але не дозволяло скафандру ставати занадто жорстким. Герметична оболонка захищала космонавта від ультрафіолетового випромінювання, радіації, великого перепаду температур, забезпечувала нормальний температурний режим, потрібний газовий склад і вологість середовища.
Об 11 годині 47 хвилині Леонов повернувся до шлюзової камери. Об 11 годині 48 хвилині 40 секунді був закритий зовнішній люк шлюзової камери і через три хвилини розпочалося наддування повітря. Вихід закінчився, коли корабель пролітав над Якутією.
На зовнішній поверхні корабля були встановлені дві телевізійні камери, які передавали зображення на Землю.
У вільному польоті, Леонов перебував 12 хвилин і 9 секунд, після чого повернувся до шлюзової камери. Повернення було ускладнено тим, що скафандр Леонова сильно роздувся. Тільки після того, як Леонов знизив тиск повітря всередині скафандра, він зміг увійти до шлюзової камери.
Посадка корабля «Восход-2» мала відбутися після 17 витків в автоматичному режимі, але автоматика не спрацювала. Корабель зробив ще один оберт навколо Землі. На наступному витку командир корабля Павло Бєляєв перевів корабель на ручне управління. Через те, що крісла космонавтів у кораблях «Восход» були повернені на 90 градусів відносно пульта (і відносно початкового положення на кораблі «Восток»), ручне управління кораблем було неможливо, якщо космонавти були пристебнуті в кріслі «по-посадковому». Тому Павлу Бєляєву довелося відстебнутися, зорієнтувати корабель, підготувати включення ТДУ, повернутися в крісло, пристебнутися і включити ТДУ. На те, щоб повернутися в крісло і пристебнутися, пішло 22 секунди, що дало переліт приблизно на 165 км на північний схід. У результаті корабель приземлився в нерозрахунковій точці (з координатами 59°34′21.5″ пн. ш. 55°29′35.1″ сх. д. / 59.572639° пн. ш. 55.493083° сх. д.), яка розташована, приблизно, за 75 кілометрів на північний захід від міста Березники (Пермська область).

Восход-1 та Восход-2

Посадка відбулася у засніженій тайзі, далеко від населених пунктів. Космонавти пробули три доби (за офіційною версією — добу) в тайзі, поки їх не виявили і до них не прибули рятувальники. Однак вертоліт не міг приземлитися поблизу. Місце посадки для вертольота було обладнано на наступний день за 9 км від місця, де приземлилися космонавти. Космонавти і рятувальники добиралися до вертольота на лижах. На вертольоті космонавти були доставлені до Пермі. Увечері космонавти прилетіли на Байконур.
Зробивши перший вихід у відкритий космос, радянські космонавти знову випередили американців. Тільки через два з половиною місяці перший вихід у космос здійснив американський астронавт Едвард Уайт.
Політ корабля «Восход-2» був останнім пілотованим польотом кораблів типу «Восход». Раніше планувався тривалий, до 15 діб, пілотований політ на кораблі «Восход-3», але був скасований. Було здійснено тривалий політ корабля «Восход» («Космос-110») з собаками Ветерок і Уголек на борту. Цей політ розпочався 22 лютого 1966 і тривав 20 діб. Це був останній політ кораблів «Восход».
У цей час в Радянському Союзі розроблявся новий пілотований корабель «Союз», який здійснив перший політ з космонавтом на борту в квітні 1967 року.

### Циклограма виходу в космос
- 18 березня 1965 UTC. Леонов

- 08:28:13: Повністю розгерметизовано шлюзову камеру корабля.
- 08:32:54: Повністю відкрито люк шлюзової камери.
- 08:34:51: Перший вихід людини у відкритий космос.
- 08:47:00: Закінчення виходу у відкритий космос Вхід космонавта у шлюзову камеру корабля.
- 08:48:40: Леонов закрив люк шлюзової камери.
- 08:51:54: Початок герметизації шлюзової камери.
- Тривалість: 12 хвилин поза шлюзом, всього 20 хвилин.

## Інформація про політ

### Повідомлення ТАСС
Із повідомлення ТАСС 18 березня 1965 року:
|  | Сегодня, 18 марта 1965 года, в 11 часов 30 минут по московскому времени при полете космического корабля «Восход-2» впервые осуществлен выход человека в космическое пространство. На втором витке полёта второй пилот лётчик-космонавт майор Леонов Алексей Архипович в специальном скафандре с автономной системой жизнеобеспечения совершил выход в космическое пространство, удалился от корабля на расстоянии до пяти метров, успешно провёл комплекс намеченных исследований и наблюдений и благополучно возвратился в корабль. С помощью бортовой телевизионной системы процесс выхода товарища Леонова в космическое пространство, его работа вне корабля и возвращение в корабль передавались на Землю и наблюдались сетью наземных пунктов. Самочувствие товарища Леонова Алексея Архиповича в период его нахождения вне корабля и после возвращения в корабль хорошее. Командир корабля товарищ Беляев Павел Иванович чувствует себя также хорошо. |

### Фільми
- В скафандре над планетой — (ЦСДФ, 1965).
- Алексей Леонов. Космический пешеход (Les films de la Castagne, Les Docs du Nord, Screen-film, Франция — Россия, реж. В. Козлов, 2011).
- Алексей Леонов. Первый в открытом космосе.
- Время первых (2017).